# Otto Priebe

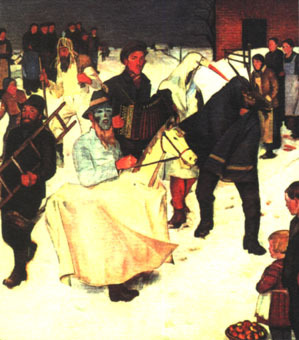
Słowińcy. Boże Narodzenie

Otto Priebe (ur. 5 września 1886 w Sławnie, zm. 1945) – niemiecki malarz, przedstawiciel modernizmu, regionalista związany ze Słupskiem.

## Życiorys
W 1906 podjął naukę w Monachium u Hermanna Groebera, odbył następnie podróże m.in. do Francji i Włoch. W 1918 zamieszkał w Słupsku, uczestniczył w wystawach organizowanych przez Miejskie Stowarzyszenie Sztuki, a także plenerach artystycznych, które w okolicy urządzał Max Pechstein. Brał udział w wystawach sztuki w Monachium (w 1938, 1940, 1943), będąc wówczas jedynym artystą z regionu. Zajmował się malarstwem olejnym, akwarelą, rysunkiem i grafiką. Tematem jego prac byli ludzie mieszkający i pracujący w Słupsku, miejscowe budowle i widoki. Na zlecenie magistratu namalował siedem portretów honorowych obywateli miasta, tworzył również martwą naturę. W marcu 1945, po zajęciu miasta przez wojska radzieckie, został zatrzymany i wywieziony do Grudziądza. Według źródeł zmarł w tym samym roku. 
Jego prace znajdują się m.in. w Muzeum Pomorza Środkowego w Słupsku oraz w kolekcjach prywatnych.